# Engine Alliance

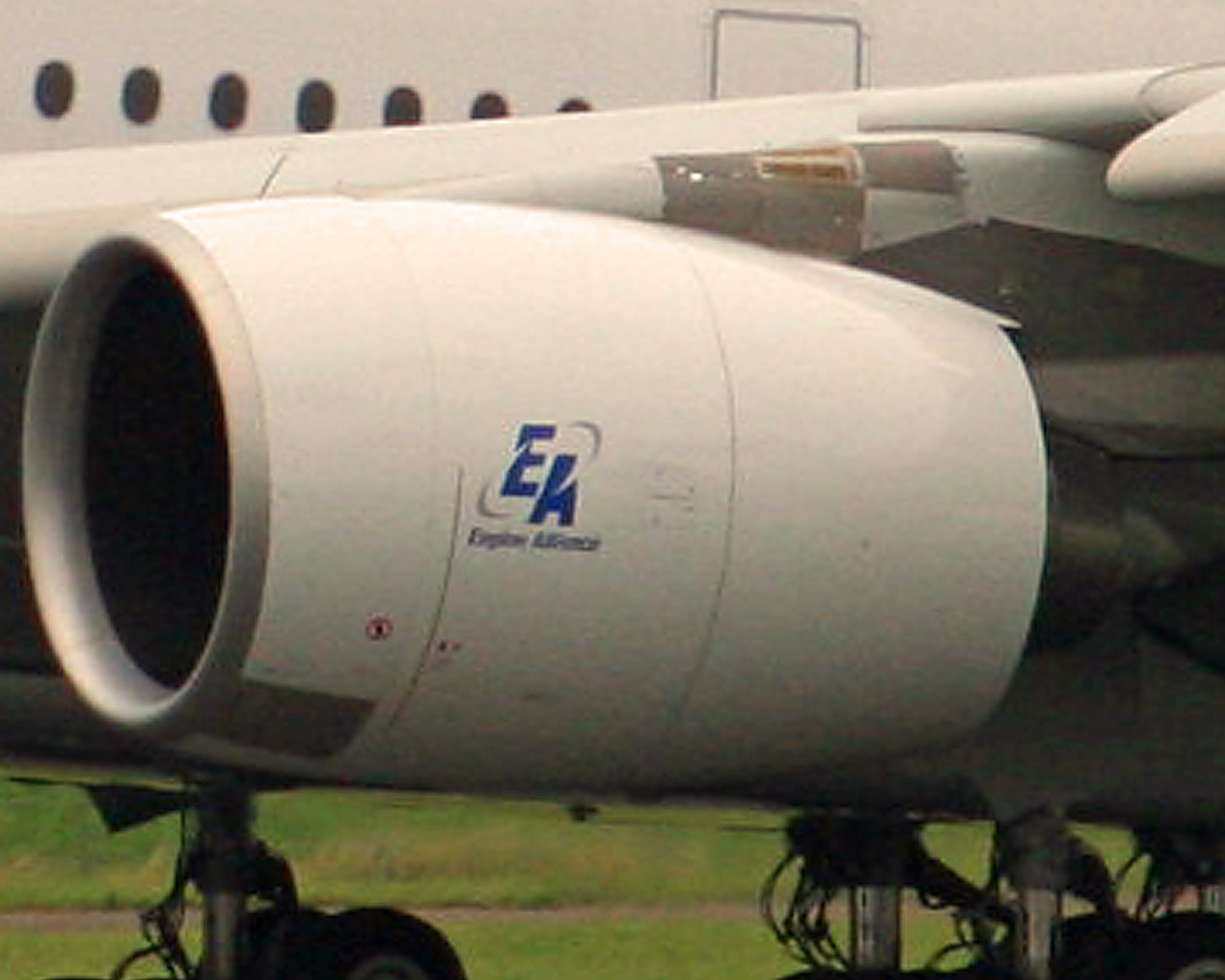
Un motor GP7200 montado en un Airbus A380.

Engine Alliance es un joint venture entre General Electric y Pratt & Whitney creado en agosto de 1996 para desarrollar, fabricar, vender y dar servicio post-venta a motores de aviación para aeronaves de gran capacidad y/o gran autonomía.
Es el fabricante del motor aeronáutico GP7000 en uso en aviones Airbus A380 del cual existen dos variantes: el GP7270 y el GP 7277. En ese mercado está compitiendo con el motor Rolls-Royce Trent 900, el motor de lanzamiento de la aeronave.